# كارمن ريسينو
كارمن ريسينو ‏ (25 نوفمبر 1941 - ) كاتب، وكاتب مسرحي من إسبانيا.